# Kabinett Fillon III
Das Kabinett Fillon III war die französische Regierung vom 13. November 2010 bis zum 10. Mai 2012. Das Kabinett wurde nach dem Rücktritt der Regierung Fillon II gebildet, wobei Premierminister François Fillon im Amt blieb. Nach der Präsidentschaftswahl 2012 erklärte die Regierung Fillon III, wie nach Präsidentschaftswahlen üblich, am 10. Mai 2012 ihren Rücktritt, blieb allerdings noch bis zur Ernennung der Nachfolgeregierung geschäftsführend im Amt. Am 16. Mai 2012 wurde sie von der Regierung Ayrault I abgelöst.
Das Kabinett Fillon III wurde wie auch die Vorgängerregierung vor allem von der UMP und dem Nouveau Centre getragen.
Bemerkenswerteste Veränderung war das Ausscheiden des Staatsministers und Umweltministers Jean-Louis Borloo, der als Kandidat für den Posten des Premierministers gehandelt worden war und, nachdem Fillon mit der Regierungsbildung beauftragt worden war, von sich aus auf eine Ministerposition verzichtete. Auch der bisherige Außenminister Bernard Kouchner, den Sarkozy und Fillon von den Sozialisten „abgeworben“ hatten, verließ die Regierung. Prominentester „Neuling“ im Kabinett war der frühere Premierminister Alain Juppé als Staatsminister und zunächst als Verteidigungs-, später als Außenminister.
Die Regierung wurde mehrfach umgebildet: Am 27. Februar 2011 nach dem Rücktritt der Außenministerin Michèle Alliot-Marie, am 29. Juni 2011 nach der Nominierung der Ministerin für Wirtschaft, Finanzen und Industrie Christine Lagarde als Direktorin des IWF und am 26. September 2011 nach der Niederlage der bürgerlichen Parteien bei der Senatswahl. Hinzu kamen zwei einzelne Umbesetzungen.

## Premierminister
| Amt             | Name            | Partei |
| --------------- | --------------- | ------ |
| Premierminister | François Fillon | UMP    |

## Staatsminister
| Amt            | Name        | Partei |
| -------------- | ----------- | ------ |
| Staatsminister | Alain Juppé | UMP    |

## Minister
| Amt                                                                                    | Name                                                                                | Partei                              |
| -------------------------------------------------------------------------------------- | ----------------------------------------------------------------------------------- | ----------------------------------- |
| Außenminister                                                                          | Michèle Alliot-Marie bis 27. Februar 2011 Alain Juppé ab 27. Februar 2011           | UMP                                 |
| Minister für Verteidigung und Kriegsveteranen                                          | Alain Juppé bis 27. Februar 2011 Gérard Longuet ab 27. Februar 2011                 | UMP                                 |
| Minister für Umwelt, nachhaltige Entwicklung, Verkehr und Wohnungsbau                  | Nathalie Kosciusko-Morizet bis 22. Februar 2012 François Fillon ab 22. Februar 2012 | UMP                                 |
| Minister für Justiz und Freiheiten                                                     | Michel Mercier                                                                      | MoDem ohne Unterstützung der Partei |
| Minister für innere Angelegenheiten, Übersee, Gebietskörperschaften und Einwanderung   | Brice Hortefeux bis 27. Februar 2011 Claude Guéant ab 27. Februar 2011              | UMP                                 |
| Minister für Wirtschaft, Finanzen und Industrie                                        | Christine Lagarde bis 29. Juni 2011 François Baroin ab 29. Juni 2011                | UMP                                 |
| Ministerium für Arbeit, Beschäftigung und Gesundheit                                   | Xavier Bertrand                                                                     | UMP                                 |
| Minister für Bildung, Jugend und Vereinswesen                                          | Luc Chatel                                                                          | UMP                                 |
| Ministerin für Haushalt, öffentliche Finanzen und Staatsreformen, Regierungssprecherin | François Baroin bis 29. Juni 2011 Valérie Pécresse ab 29. Juni 2011                 | UMP                                 |
| Minister für Hochschulwesen und Forschung                                              | Valérie Pécresse bis 29. Juni 2011 Laurent Wauquiez ab 29. Juni 2011                | UMP                                 |
| Minister für Landwirtschaft, Ernährung, Fischerei, ländlichen Raum und Raumplanung     | Bruno Le Maire                                                                      | UMP                                 |
| Minister für Kultur und Kommunikation                                                  | Frédéric Mitterrand                                                                 | parteilos                           |
| Ministerin für Solidarität und sozialen Zusammenhalt                                   | Roselyne Bachelot-Narquin                                                           | UMP                                 |
| Minister für Städtewesen                                                               | Maurice Leroy                                                                       | NC                                  |
| Minister für Sport                                                                     | Chantal Jouanno bis 25. September 2011 David Douillet ab 26. September 2011         | UMP                                 |
| Minister für den Öffentlichen Dienst                                                   | François Baroin bis 29. Juni 2011 François Sauvadet ab 29. Juni 2011                | UMP NC                              |

## Beigeordnete Minister
| Amt                                                 | Name                                                              | Partei                | zugeordnetes Ministerium                                                                |
| --------------------------------------------------- | ----------------------------------------------------------------- | --------------------- | --------------------------------------------------------------------------------------- |
| Minister für Parlamentarische Angelegenheiten       | Patrick Ollier                                                    | UMP                   | Premierminister                                                                         |
| Minister für Industrie, Energie und Digitalisierung | Éric Besson                                                       | UMP-Les Progressistes | Ministerium für Wirtschaft, Finanzen und Industrie                                      |
| Minister für Europäische Angelegenheiten            | Jean Leonetti ab 29. Juni 2011 Laurent Wauquiez bis 29. Juni 2012 | UMP                   | Außenministerium                                                                        |
| Minister für Staatliche Zusammenarbeit              | Henri de Raincourt                                                | UMP                   | Außenministerium                                                                        |
| Minister für Gebietskörperschaften                  | Philippe Richert                                                  | UMP                   | Ministerium für innere Angelegenheiten, Übersee, Gebietskörperschaften und Einwanderung |
| Ministerin für die Überseegebiete                   | Marie-Luce Penchard                                               | UMP                   | Ministerium für innere Angelegenheiten, Übersee, Gebietskörperschaften und Einwanderung |
| Ministerin für Aus- und Weiterbildung               | Nadine Morano                                                     | UMP                   | Ministerium für Arbeit, Beschäftigung und Gesundheit                                    |
| Minister für Verkehr                                | Thierry Mariani ab 29. Juni 2011                                  | UMP                   | Ministerium für Umwelt, nachhaltige Entwicklung, Verkehr und Wohnungsbau                |
| Minister für Wohnungsbau                            | Benoist Apparu ab 22. Februar 2012                                | UMP                   | Ministerium für Umwelt, nachhaltige Entwicklung, Verkehr und Wohnungsbau                |

## Staatssekretäre
| Amt | Name                                                                         | Partei | zugeordnetes Ministerium                                                 |
| --- | ---------------------------------------------------------------------------- | ------ | ------------------------------------------------------------------------ |
| Staatssekretär für Außenhandel                                                                                              | Pierre Lellouche                                                             | UMP    | Ministerium für Wirtschaft, Finanzen und Industrie                       |
| Staatssekretärin für Gesundheit                                                                                             | Nora Berra                                                                   | UMP    | Ministerium für Arbeit, Beschäftigung und Gesundheit                     |
| Staatssekretärin ohne Geschäftsbereich                                                                                      | Marie-Anne Montchamp                                                         | UMP-RS | Ministerium für Solidarität und sozialen Zusammenhalt                    |
| Staatssekretär für Handel, Handwerk, kleine und mittlere Betriebe, Tourismus, Dienstleistungen, selbständige Berufe, Konsum | Frédéric Lefèbvre                                                            | UMP    | Ministerium für Wirtschaft, Finanzen und Industrie                       |
| Staatssekretär für Wohnungsbau                                                                                              | Benoist Apparu bis 22. Februar 2012                                          | UMP    | Ministerium für Umwelt, nachhaltige Entwicklung, Verkehr und Wohnungsbau |
| Staatssekretär ohne Geschäftsbereich                                                                                        | Marc Laffineur ab 29. Juni 2011                                              | UMP    | Ministerium für Verteidigung und Kriegsveteranen                         |
| Staatssekretärin für Familie                                                                                                | Claude Greff ab 29. Juni 2011                                                | UMP    | Ministerium für Solidarität und sozialen Zusammenhalt                    |
| Staatssekretärin für Jugend und Vereinswesen                                                                                | Jeannette Bougrab                                                            | UMP    | Ministerium für Bildung, Jugend und Vereinswesen                         |
| Staatssekretär für die Auslandsfranzosen                                                                                    | Édouard Courtial ab 26. September 2011 David Douillet bis 26. September 2011 | UMP    | Außenministerium                                                         |
| Staatssekretär für den Öffentlichen Dienst                                                                                  | Georges Tron bis 29. Mai 2011                                                | UMP    | Minister für den Öffentlichen Dienst                                     |
| Staatssekretär für Verkehr                                                                                                  | Thierry Mariani bis 29. Juni 2012                                            | UMP    | Ministerium für Umwelt, nachhaltige Entwicklung, Verkehr und Wohnungsbau |